# Pertti Laanti
Pertti Laanti, né le 24 avril 1939, à Turku, en Finlande, est un ancien joueur finlandais de basket-ball.

## Palmarès
- Coupe de Finlande 1970